# ورود في تربة مالحة (مسلسل)
ورود في تربة مالحة مسلسل دراما اجتماعي سوري عُرض عام (2002)، يعرض لنا قصص فتيات صديقات وما يواجهنه من مشاكل في مجتمعنا. من تأليف: تماضر الموح، وإخراج: رياض ديار بكرلي، ومن بطولة عدد من ممثلي الدراما السورية.

## قصة المسلسل
يرصد المسلسل حياة ومعاناة سبع فتيات صديقات في مجتمعنا الحديث، إذ لكل منهن مطالبها وهواجسها وآمالها.. بدءاً من البحث عن عمل، إلى تحقيق الذات والكرامة الإنسانية والعيش المتوازن نفسياً واجتماعياً وأسرياً. ويعرض العمل المشاكل والعقبات التي تقف في وجوههن والأخطاء التي تنتج عن احتكاكهن بالمحيط الاجتماعي المثقل بالتناقضات والقيم والمفاهيم المختلفة.. كل ذلك يتم عبر رصد مسار كل شخصية من شخصيات العمل ومن خلال محاور درامية متعددة ومتشابكة، لتصل في النهاية إلى المصير المقرر لكل نموذج من نماذج الشخصيات المشاركة في هذه الدراما الاجتماعية المعاصرة، والمستمدة أحداثها من الواقع الحياتي الذي يعيشه المجتمع.

## طاقم العمل
- تأليف: تماضر الموح.

- إخراج: رياض ديار بكرلي.

### ممثلون[2]
- منى واصف: (محاسن).
- سلاف فواخرجي: (نغم).
- سلافة معمار: (مجد).
- رندة مرعشلي: (هديل).
- وائل رمضان: (عهد).
- عبد المنعم عمايري: (إبراهيم).
- جيهان عبد العظيم: (وئام).
- لورا أبو أسعد: (ديمة).
- سامر المصري: (قصي).
- سليم صبري: (عز الدين).
- روعة ياسين: (نيرمين).
- لينا كرم. (مها)
- علي كريم.
- عبد الحكيم قطيفان.
- ضحى الدبس: (أم هديل).
- جهاد الزغبي: (صبري).
- زهير رمضان: (محمود).
- هالة شوكت.
- حسام عيد: (نصر).
- سحر فوزي: (حميده).
- هاني شاهين.
- محمد خير الجراح.
- رضوان سالم.
- لينا مراد.

### فنيون
- موسيقى: رضوان نصري.